# Animal Kingdom (film)
Animal Kingdom is een Australische misdaadfilm uit 2010 onder regie van David Michôd.

## Verhaal
Na de dood van zijn moeder trekt de 17-jarige Joshua Cody in bij zijn grootmoeder Janine. Zij woont samen met haar drie zoons, die allemaal zich ophouden in het misdaadmilieu van Melbourne. Joshua wil zelf op het rechte pad blijven en wordt zo al gauw een schakel tussen de politie en zijn familie.

## Rolverdeling
| Acteur             | Personage       |
| ------------------ | --------------- |
| James Frecheville  | Joshua Cody     |
| Bryce Lindemann    | Paramedicus     |
| Paul Smits         | Paramedicus     |
| Jacki Weaver       | Janine Cody     |
| Joel Edgerton      | Barry Brown     |
| Luke Ford          | Darren Cody     |
| Sullivan Stapleton | Craig Cody      |
| Mirrah Foulkes     | Catherine Brown |
| Anthony Ahern      | Rechercheur     |
| Justin Rosniak     | Randall Roache  |
| Michael Vice       | Crimineel       |
| Chris Weir         | Crimineel       |
| Laura Wheelwright  | Nick Henry      |
| Sarah Nguyen       | Serveerster     |
| Lucia Cai          | Kassameisje     |